# Pláč

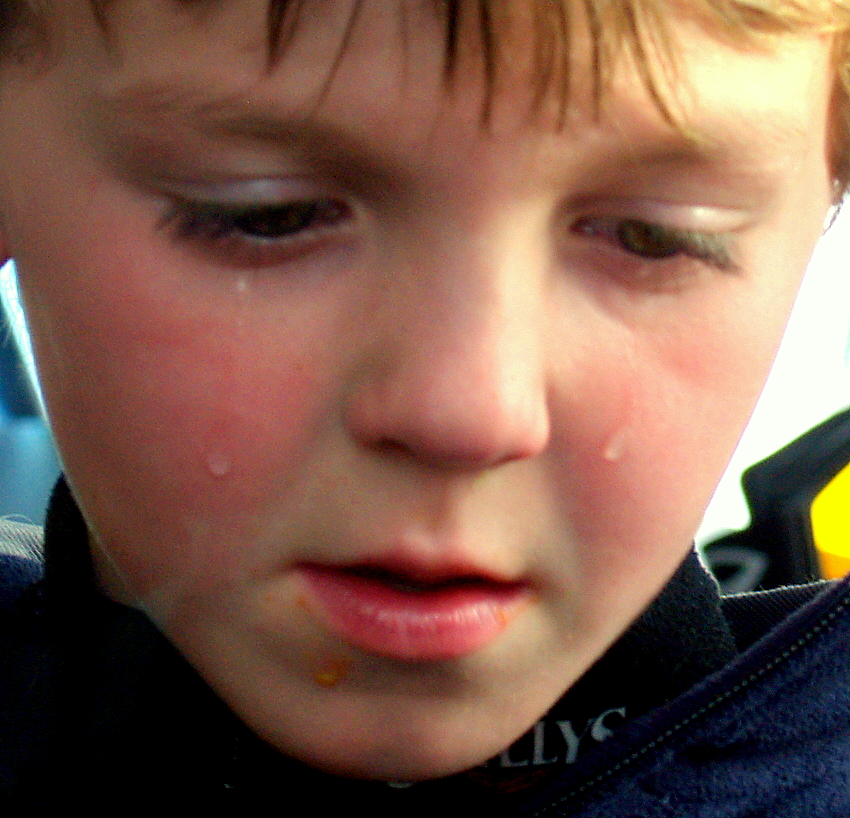
Plačící chlapec

Pláč je doprovodný jev některých emocí, především smutku. Plakat lze ovšem také kvůli bolesti nebo pocitům vzteku, beznaděje, ale i silné radosti. Pro pláč je typická charakteristická mimika a proudění slz. Slzy obsahují endorfin tišící bolest a stresové hormony, smyslem pláče je zklidnění jedince. Pláč vzbuzuje v okolí soucit a lítost, má tedy rovněž signální funkci.
Ne každé ronění slz je pláč – pokud k němu dojde při poranění nebo podráždění oka, pak se o pláč nejedná.[zdroj⁠?!] Všichni savci mají slzy ke zvlhčování povrchu oka a vyplavování nečistot, ale zřejmě pouze člověk je schopen plakat.
Sklon k pláči u každého jedince závisí na kultuře, věku a pohlaví jedince: děti pláčou častěji, ženy průměrně pláčou více než muži[zdroj⁠?!] , rovněž staří lidé mají práh pláče nižší.[zdroj⁠?!] Také společenská tolerance pláče se v různých oblastech liší – v Evropě se například muži snaží pláč potlačovat a pláčou jen při velmi žalostných událostech.
Při některých duševních poruchách se dostavuje pláč bez příčiny.[zdroj⁠?!] Při hysterii může pláč trvat i několik hodin.[zdroj⁠?!]